# Puchar Norwegii w piłce siatkowej mężczyzn (2024/2025)
Puchar Norwegii w piłce siatkowej mężczyzn 2024/2025 – 74. edycja rozgrywek o siatkarski Puchar Norwegii, a zarazem 56. sezon halowych mistrzostw Norwegii, zorganizowana przez Norweski Związek Piłki Siatkowej (norw. Norges Volleyballforbund, NVBF). Rozpoczęła się 14 września 2024 roku.
Rozgrywki składały się z 1. rundy, 1/16 finału, 1/8 finału, ćwierćfinałów, półfinałów i finału. W 1. rundzie drużyny rywalizowały w ramach pucharów regionalnych. Od 1/16 finału rozgrywki toczyły się w systemie pucharowym, a o awansie decydowało jedno spotkanie. W 1. rundzie uczestniczyły drużyny z lig niższych niż 1. divisjon, w 1/16 finału dołączyły zespoły z 1. divisjon, natomiast w 1/8 finału – drużyny z Mizunoligaen.
Finał odbył się 18 stycznia 2025 roku w Ekeberghallen w Oslo. Po raz drugi, jednocześnie drugi raz z rzędu, Puchar Norwegii oraz tytuł mistrza Norwegii zdobył IL Koll, w finale pokonując BK Tromsø.

## System rozgrywek
Rozgrywki o Puchar Norwegii w sezonie 2024/2025 składały się z 1. rundy, 1/16 finału, 1/8 finału, ćwierćfinałów, półfinałów oraz finału.
W 1. rundzie uczestniczyły drużyny, które w sezonie 2024/2025 grały w ligach niższych niż 1. divisjon. Rywalizacja toczyła się w formie turniejów o puchar poszczególnych regionów. Awans do 1/16 finału uzyskali zwycięzcy poszczególnych turniejów. Drużyna z drugiego miejsca w pucharze regionalnym (lub druga najlepsza drużyna bez zespołu w najwyższej klasie rozgrywkowej lub 1. divisjon) mogła awansować do 1/16 finału jako szczęśliwy przegrany, jeśli nie było wystarczającej liczby drużyn z 1. divisjon, aby utworzyć pary 1/16 finału.
W 1/16 finału zwycięzcy pucharów regionalnych grali z drużynami z 1. divisjon w ramach poszczególnych regionów. Jeżeli w danym regionie nie było klubu grającego w 1. divisjon, wówczas zwycięzca pucharu regionalnego albo uzyskiwał bezpośredni awans do 1/8 finału, albo rywalizował z drużyną z regionu, który miał więcej niż jeden klub w 1. divisjon. Taka sytuacja występowała również wówczas, gdy w 1. divisjon grał wyłącznie klub, który posiadał zespół także w najwyższej klasie rozgrywkowej.
Przed każdą rundą od 1/8 finału przeprowadzano losowanie wyłaniające pary. Od tej fazy w rozgrywkach uczestniczyły drużyny grające w Mizunoligaen. Utworzyły one pary z zespołami, które awansowały z 1/16 finału. W 1/8 finału gospodarzem spotkania była drużyna z niższej ligi, w ćwierćfinałach i półfinałach natomiast drużyna, która wylosowana została jako pierwsza. Finał rozegrany został na neutralnym terenie.

## Drużyny uczestniczące
W Pucharze Norwegii w sezonie 2024/2025 uczestniczyły 92 drużyny. W 1/16 finału Pucharu Norwegii brały udział kluby z 1. divisjon niemające zespołów w najwyższej klasie rozgrywkowej oraz drużyny, które awansowały z 1. rundy. Od 1/8 finału do rozgrywek dołączyły zespoły z Mizunoligaen, z wyjątkiem młodzieżowej drużyny ToppVolley Norge.
| Mizunoligaen (8 drużyn) | Mizunoligaen (8 drużyn) |
| ----------------------- | ----------------------- |
| Førde VBK               | ćwierćfinał             |
| IL Koll                 | zwycięstwo              |
| Lierne IL               | ćwierćfinał             |
| NTNUI                   | ćwierćfinał             |
| Randaberg IL            | półfinał                |
| TIF Viking              | półfinał                |
| BK Tromsø               | finał                   |
| ØKSIL                   | 1/8 finału              |

| 1. divisjon (6 drużyn)               | 1. divisjon (6 drużyn) |
| ------------------------------------ | ---------------------- |
| KFUM Volda                           | 1/8 finału             |
| Oldenborg Idrætts Selskab            | 1/8 finału             |
| OSI                                  | 1/8 finału             |
| Rossvoll VBK                         | 1/8 finału             |
| Sotra VBK                            | 1/8 finału             |
| Universitetet i Stavanger Idrettslag | 1/8 finału             |

| 2. divisjon (9 drużyn)           | 2. divisjon (9 drużyn)            | 2. divisjon (9 drużyn) |
| -------------------------------- | --------------------------------- | ---------------------- |
| BSI                              | Hordaland                         | 1/16 finału            |
| Kristiansand Sandvolleyballklubb | Sydvest                           | 1/16 finału            |
| Oslo Volley                      | Øst                               | ćwierćfinał            |
| Sandnes VBK                      | Sydvest                           | 1/16 finału            |
| SK Rival                         | Sogn og Fjordane/ Møre og Romsdal | 1/16 finału            |
| Studentspretten IL               | Sogn og Fjordane/ Møre og Romsdal | 1/16 finału            |
| Trondheim BK                     | Trøndelag                         | 1/8 finału             |
| TSI                              | Nord                              | 1/16 finału            |
| Vegårshei IL                     | Sydvest                           | 1/16 finału            |

| 4. divisjon (1 drużyna) | 4. divisjon (1 drużyna) | 4. divisjon (1 drużyna) |
| ----------------------- | ----------------------- | ----------------------- |
| Vina VBK                | Øst                     | 1/16 finału             |

Uwaga: Lista nie obejmuje drużyn, które uczestniczyły w 1. rundzie i nie awansowały do 1/16 finału.

## Rozgrywki
Godziny do 27 października 2024 roku podane są według strefy czasowej UTC+2, a od 27 października 2024 roku – według strefy czasowej UTC+1.

### 1. runda
| Region             | Zdobywca pucharu                 | Uwagi |
| ------------------ | -------------------------------- | --- |
| Hordaland          | BSI                              | |
| Møre og Romsdal    | SK Rival                         | |
| Nord               | TSI                              | |
| Sogn og Fjordane   | Studentspretten IL               | |
| Sydvest (Agder)    | Kristiansand Sandvolleyballklubb | Do 1/16 finału jako szczęśliwy przegrany awansował także Vegårshei IL, który zajął 2. miejsce w pucharze regionalnym.     |
| Sydvest (Rogaland) | Sandnes VBK                      | |
| Trøndelag          | Trondheim BK                     | |
| Øst                | Vina VBK                         | Do 1/16 finału jako szczęśliwy przegrany awansował także klub Oslo Volley, który zajął 2. miejsce w pucharze regionalnym. |

### 1/16 finału
Region Hordaland

| 13 października 2024 16:00 Źródło: | BSI | 2:3 | Sotra VBK | Sotra Arena, Straume Sędzia: Bård Terje Skogland i Martin Eriksen |

Region Møre og Romsdal

| 22 września 2024 17:00 Źródło: | SK Rival | 0:3 | KFUM Volda | Molde Arena 2, Molde Sędzia: Embla Berg i Linnea Jünge |

Region Nord

| 29 września 2024 16:00 Źródło: | TSI | 0:3 | Oslo Volley | Kraft sportssenter, Tromsø Sędzia: Roger Østvik |

Uwaga: Żaden klub z regionu Nord nie występował w 1. divisjon, stąd przeciwnikiem dla zdobywcy pucharu tego regionu był szczęśliwy przegrany w 1. rundzie z regionu Øst.
Region Sogn og Fjordane

| 5 października 2024 11:30 Źródło: | Studentspretten IL | 1:3 | OSI | Fosshaugane Campus Fleirbrukshall, Sogndal Sędzia: Håkon Sudmann |

Uwaga: Jedyną drużyną z regionu Sogn og Fjordane grającą w sezonie 2024/2025 w 1. divisjon był drugi zespół Førde VBK, stąd przeciwnikiem dla zdobywcy pucharu tego regionu była druga drużyna z regionu Øst grająca w 1. divisjon.
Region Sydvest (Agder)

| 12 października 2024 16:00 Źródło: | Kristiansand Sandvolleyballklubb | 1:3 (25:22, 23:25, 16:25, 19:25) | Rossvoll VBK | Gimlehallen, Kristiansand Sędzia: Marah Zidan i Sander Thommesen |

Uwaga: Żaden klub z regionu Sydvest (Agder) nie występował w 1. divisjon, stąd przeciwnikiem dla zdobywcy pucharu tego regionu była druga drużyna z regionu Hordaland grająca w 1. divisjon.
Region Sydvest (Rogaland)

| 15 października 2024 18:30 Źródło: | Sandnes VBK | 1:3 (25:19, 19:25, 15:25, 19:25) | Universitetet i Stavanger Idrettslag | Giskehallen, Sandnes Sędzia: Xixia Pi i Sanja Bračulj |

Region Trøndelag

| 12 października 2024 14:00 Źródło: | Trondheim BK | 3:2 (21:25, 25:22, 25:22, 23:25, 15:13) | Vegårshei IL | Trondheim Spektrum, Trondheim Sędzia: Vegard Buset i Johanne Strøm |

Uwaga: Jedyną drużyną z regionu Trøndelag grającą w sezonie 2024/2025 w 1. divisjon był drugi zespół NTNUI, stąd przeciwnikiem dla zdobywcy pucharu tego regionu był szczęśliwy przegrany w 1. rundzie z regionu Sydvest (Agder).
Region Øst

| 14 października 2024 20:00 Źródło: | Vina VBK | 1:3 (14:25, 26:24, 16:25, 19:25) | Oldenborg Idrætts Selskab | Stovnerhallen, Oslo Sędzia: Åsmund Ueland i Velimir Petrovic |

### 1/8 finału
| 26 października 2024 17:00 Źródło: | Rossvoll VBK | 0:3 (18:25, 14:25, 17:25) | BK Tromsø | Øystese idrettshall, Øystese Widzów: 150 Sędzia: Frode Andersen i Jonas Gilje |

| 26 października 2024 13:00 Źródło: | Sotra VBK | 0:3 (21:25, 14:25, 19:25) | TIF Viking | Sotra Arena, Straume Widzów: brak danych Sędzia: Bård Terje Skogland i Frode Andersen |

| 27 października 2024 11:30 Źródło: | KFUM Volda | 0:3 (15:25, 14:25, 21:25) | Lierne IL | Volda Campus SpareBank 1 Arena, Volda Widzów: 100 Sędzia: Rohullah Mohammadi i Martin Eriksen |

| 27 października 2024 10:00 Źródło: | Oslo Volley | 3:0 (25:21, 29:27, 25:22) | ØKSIL | Nydalen idrettshall, Oslo Widzów: 80 Sędzia: Velimir Petrovic i Bent Boeriis |

| 26 października 2024 13:00 Źródło: | Universitetet i Stavanger Idrettslag | 0:3 (11:25, 18:25, 19:25) | Randaberg IL | SiS Sportssenter, Stavanger Widzów: 70 Sędzia: Sanja Bračulj i Asle Halleraker |

| 27 października 2024 13:00 Źródło: | OSI | 0:3 (13:25, 16:25, 23:25) | Førde VBK | Athletica Domus, Oslo Widzów: 75 Sędzia: Neda Markovic i Velimir Petrovic |

| 23 października 2024 20:00 Źródło: | Trondheim BK | 0:3 (12:25, 8:25, 10:25) | NTNUI | Trondheim Spektrum, Trondheim Widzów: brak danych Sędzia: Vegard Buset i Hannah Aarønes |

| 27 października 2024 15:00 Źródło: | Oldenborg Idrætts Selskab | 0:3 (18:25, 18:25, 17:25) | IL Koll | Nydalen idrettshall, Oslo Widzów: 100 Sędzia: Igor Rakanovic i Edvinas Songinas |

### Ćwierćfinały
| 10 listopada 2024 12:00 Źródło: | Lierne IL | 1:3 (18:25, 13:25, 25:23, 19:25) | Randaberg IL | Liernehallen, Lierne Widzów: 130 Sędzia: Vegard Buset i Jon-Erik Vollan |

| 9 listopada 2024 18:00 Źródło: | NTNUI | 2:3 (25:15, 20:25, 25:21, 23:25, 12:15) | BK Tromsø | Dragvollhallen A, Trondheim Widzów: 50 Sędzia: Frank Møllegaard i Marko Matic |

| 10 listopada 2024 15:30 Źródło: | TIF Viking | 3:1 (25:21, 25:20, 22:25, 25:16) | Førde VBK | Åsane Arena, Bergen Widzów: 76 Sędzia: Cato Siljander i Rohullah Mohammadi |

| 10 listopada 2024 12:30 Źródło: | IL Koll | 3:0 (25:14, 25:17, 25:13) | Oslo Volley | Kringsjåhallen, Oslo Widzów: brak danych Sędzia: Jens Olav Rydningen i Neda Markovic |

### Półfinały
| 23 listopada 2024 16:00 Źródło: | Randaberg IL | 2:3 (31:29, 22:25, 21:25, 25:18, 13:15) | BK Tromsø | Randaberghallen, Randaberg Widzów: brak danych Sędzia: Geir Vestbø i Rohullah Mohammadi |

| 24 listopada 2024 16:30 Źródło: | IL Koll | 3:0 (25:20, 25:20, 25:20) | TIF Viking | Kringsjåhallen, Oslo Widzów: 180 Sędzia: Thomas André Grønvik-Transeth i Neda Markovic |

### Finał
| 18 stycznia 2025 16:30 Źródło: | IL Koll | 3:0 (25:12, 26:24, 25:22) | BK Tromsø | Ekeberghallen, Oslo Widzów: 1800 Sędzia: Ellen Mari Burheim i Vegard Buset |